# Gäddetjärnen, Värmland
Gäddetjärnen är en sjö i Storfors kommun i Värmland och ingår i Göta älvs huvudavrinningsområde. Sjön har en area på 0,15 kvadratkilometer och ligger 141,2 meter över havet.

## Delavrinningsområde
Gäddetjärnen ingår i det delavrinningsområde (659880-139948) som SMHI kallar för Ovan 659778-139920. Medelhöjden är 158 meter över havet och ytan är 19,7 kvadratkilometer. Det finns inga avrinningsområden uppströms utan avrinningsområdet är högsta punkten. Svartån (Kungsskogsbäcken) som avvattnar avrinningsområdet har biflödesordning 3, vilket innebär att vattnet flödar genom totalt 3 vattendrag innan det når havet efter 266 kilometer. Avrinningsområdet består mestadels av skog (78 procent). Avrinningsområdet har 0,15 kvadratkilometer vattenytor vilket ger det en sjöprocent på 0,8 procent.